# Żabi Dół (użytek ekologiczny)
Żabi Dół – użytek ekologiczny położony na terenie miasta Kędzierzyn-Koźle w województwie opolskim. Utworzony Rozporządzeniem Wojewody Opolskiego z 8 grudnia 2003 roku.

## Charakter
Zajmujące powierzchnię 0,49 ha bagno, trzcinowisko. Występują zarośla wierzby.

## Położenie

### Położenie administracyjne
- starostwo: Kędzierzyn-Koźle
- gmina: Kędzierzyn-Koźle

### Nadleśnictwo
- nadleśnictwo: Kędzierzyn
- obręb: Kędzierzyn
- leśnictwo: Brzeźce
- oddział: 78o
- nr działek: 78/1

### Położenie geograficzne
- Kotlina Raciborska